# آندریاس رایتسه
آندریاس رایتسه (آلمانی: Andreas Reize؛ ‏ ۱۹ مهٔ ۱۹۷۵) موسیقی‌دان، نوازندهٔ اُرگ و رهبر ارکستر و گروه کُر اهل سوئیس است. وی دانش‌آموختهٔ دانشگاه هنر زوریخ است و در ۱۱ سپتامبر ۲۰۲۱ به‌عنوان توماسکانتور منصوب شد و هجدهمین مدیر موسیقی و رهبر کُری است که پس از یوهان سباستیان باخ مسئولیت تومانرکر مشهور لایپزیگ را بر عهده گرفت.